# Бассонг, Зоран
Зоран Людовик Бассонг (фр. Zorhan Ludovic Bassong; род. 7 мая 1999, Торонто) — канадский футболист, имеющий также бельгийское гражданство, защитник клуба «Спортинг Канзас-Сити» и сборной Канады.

## Клубная карьера
Футболом начал заниматься в пятилетнем возрасте в полупрофессиональном футбольном клубе «Лонгёй». Затем перебрался на родину своей матери в Бельгию, где выступал за юношеские команды «Мускрона» и «Андерлехта». С 2016 года находится в системе французского «Лилля». За основной состав клуба не провёл ни одного матча, но привлекался к играм второй команды, выступавшей в Насьонале 2, четвёртом по значимости дивизионе страны. Первую игру за «Лилль II» провёл 20 мая 2017 года против футбольного клуба «Круа». Выйдя в стартовом составе он отыграл весь матч. В последующие два сезона в общей сложности отыграл 30 матчей, в которых заработал 8 жёлтых и 1 красную карточку.
29 января 2019 года перешёл в бельгийский «Серкль Брюгге», подписав контракт на полтора года. Летом 2020 года покинул «Серкль».
1 декабря 2020 года подписал с клубом MLS «Монреаль Импакт» двухлетний контракт с опцией продления ещё на два года. За канадский клуб, переименованный в начале 2021 года в «Клёб де Фут Монреаль», дебютировал 24 апреля 2021 года в матче против «Нэшвилла». По окончании сезона 2022 покинул «Клёб де Фут Монреаль» в связи с непродлением контракта.
12 января 2023 года заключил контракт с клубом чемпионата Румынии «Арджеш» сроком на полтора года с возможностью продления ещё на один год. 16 июня 2023 года достиг соглашения с «Арджешем» о расторжении контракта по взаимному согласию сторон.
21 июня 2023 года подписал контракт с клубом «Фарул». 5 сентября 2023 года расторг контракт с «Фарулом» по обоюдному согласию сторон.
12 декабря 2023 года вернулся в MLS, подписав контракт с клубом «Спортинг Канзас-Сити» на сезон 2024 с опциями продления на сезоны 2025 и 2026. За «Спортинг» дебютировал 24 февраля 2024 года в матче стартового тура сезона против «Хьюстон Динамо», выйдя на замену во втором тайме вместо Тима Лайбольда.

## Карьера в сборной
В конце августа 2017 года главный тренер юношеской сборной Бельгии Герт Верхейен пригласил Бассонга на товарищеские матчи с Нидерландами, Финляндией и Португалией. 1 сентября он дебютировал в составе сборной в игре с финнами, выйдя в стартовом составе и на 82-й минуте уступив место на поле Даму Фулону.
В январе 2020 получил вызов в национальную сборную Канады. 11 января дебютировал за неё в товарищеской игре с Барбадосом в калифорнийском Ирвайне. Бассонг вышел в стартовом составе и на 36-й минуте отдал голевую передачу на Расселла Тайберта.
В марте 2021 года в составе сборной Канады до 23 лет принимал участие в отборочном турнире Олимпийских игр 2020 в зоне КОНКАКАФ.

## Личная жизнь
Его отец — камерунец, родился в Буэа, мать — бельгийка из Шарлеруа. Бассонг родился в Торонто. Когда ему было три месяца семья переехала в Монреаль.

## Достижения
Командные
 «Клёб де Фут Монреаль»
- Победитель Первенства Канады: 2021

## Статистика выступлений

### Клубная статистика
| Выступление          | Выступление      | Выступление      | Лига | Лига | Кубки | Кубки | Конт. кубки | Конт. кубки | Другие | Другие | Итого | Итого |
| Клуб                 | Лига             | Сезон            | Игры | Голы | Игры  | Голы  | Игры        | Голы        | Игры   | Голы   | Игры  | Голы  |
| -------------------- | ---------------- | ---------------- | ---- | ---- | ----- | ----- | ----------- | ----------- | ------ | ------ | ----- | ----- |
| Лилль II             | Насьональ 2      | 2016/17          | 1    | 0    | —     | —     | —           | —           | —      | —      | 1     | 0     |
| Лилль II             | Насьональ 2      | 2017/18          | 16   | 0    | —     | —     | —           | —           | —      | —      | 16    | 0     |
| Лилль II             | Насьональ 2      | 2018/19          | 14   | 0    | —     | —     | —           | —           | —      | —      | 14    | 0     |
| Лилль II             | Итого            | Итого            | 31   | 0    | 0     | 0     | 0           | 0           | —      | —      | 31    | 0     |
| Серкль Брюгге        | Лига Жюпиле      | 2018/19          | 0    | 0    | 0     | 0     | —           | —           | —      | —      | 0     | 0     |
| Серкль Брюгге        | Лига Жюпиле      | 2019/20          | 0    | 0    | 0     | 0     | —           | —           | —      | —      | 0     | 0     |
| Серкль Брюгге        | Итого            | Итого            | 0    | 0    | 0     | 0     | —           | —           | —      | —      | 0     | 0     |
| Клёб де Фут Монреаль | MLS              | 2021             | 26   | 0    | 3     | 0     | —           | —           | —      | —      | 29    | 0     |
| Клёб де Фут Монреаль | MLS              | 2022             | 10   | 0    | 2     | 0     | 2           | 0           | —      | —      | 14    | 0     |
| Клёб де Фут Монреаль | Итого            | Итого            | 36   | 0    | 5     | 0     | 2           | 0           | —      | —      | 43    | 0     |
| Арджеш               | Лига I           | 2022/23          | 8    | 0    | 0     | 0     | —           | —           | 2      | 0      | 10    | 0     |
| Фарул                | Лига I           | 2023/24          | 2    | 0    | 0     | 0     | 0           | 0           | —      | —      | 2     | 0     |
| Спортинг Канзас-Сити | MLS              | 2024             | 1    | 0    | —     | —     | —           | —           | —      | —      | 1     | 0     |
| Всего за карьеру     | Всего за карьеру | Всего за карьеру | 78   | 0    | 5     | 0     | 2           | 0           | 2      | 0      | 87    | 0     |

### В сборной
| Матчи и голы Зорана Бассонга за национальную сборную Канады | Матчи и голы Зорана Бассонга за национальную сборную Канады | Матчи и голы Зорана Бассонга за национальную сборную Канады | Матчи и голы Зорана Бассонга за национальную сборную Канады | Матчи и голы Зорана Бассонга за национальную сборную Канады | Матчи и голы Зорана Бассонга за национальную сборную Канады |
| №                                                           | Дата                                                        | Оппонент                                                    | Счёт                                                        | Голы                                                        | Соревнование                                                |
| ----------------------------------------------------------- | ----------------------------------------------------------- | ----------------------------------------------------------- | ----------------------------------------------------------- | ----------------------------------------------------------- | ----------------------------------------------------------- |
| 1                                                           | 10 января 2020                                              | Барбадос                                                    | 4:1                                                         | 0                                                           | Товарищеский матч                                           |
| 2                                                           | 16 января 2020                                              | Исландия                                                    | 0:1                                                         | 0                                                           | Товарищеский матч                                           |

Итого:2 матча и 0 голов; 1 победа, 0 ничьих, 1 поражение.